# Michelle Latimer
Pour les articles homonymes, voir Latimer.
Michelle Latimer est une actrice, scénariste et réalisatrice canadienne. Elle atteint d'abord la notoriété avec le rôle de Trish Simkin dans la série télévisée Paradise Falls diffusée dans tout le Canada sur le réseau Showcase (2001-2004). Depuis 2010, elle a dirigé plusieurs documentaires, notamment son premier film en tant que réalisatrice Alias (2013) et la série Viceland, Rise, qui porte sur les manifestations contre l'oléoduc du Dakota, récipiendaire du prix Écrans canadiens à la sixième édition en 2018,.
En 2020, son film Inconvenient Indian (en) gagne le prix du public pour les documentaires et le prix du meilleur film canadien au Festival international du film de Toronto (TIFF).
Elle est aussi co-créatrice, scénariste et directrice de la série Trickster (en) pour le réseau de télévision canadien CBC.
Depuis 2008, elle possède sa propre compagnie de production, Streel Films, basée à Toronto. Selon la critique cinématographique du journal Le Devoir, « Michelle Latimer est depuis 20 ans au Canada anglais une tête d’affiche des œuvres autochtones. »

## Biographie

### Enfance
Latimer est née et a été éduquée à Thunder Bay, Ontario. Elle a étudié le théâtre à l'université Concordia à Montréal.

### Carrière

#### Actrice
En tant qu'actrice, Latimer se fait d'abord connaître par son interprétation de la sous-culture gothique incarnée par l'adolescente Trish Simpkin dans Paradise Falls,. Elle n'a eu que de petits rôles dans d'autres productions télévisées. En 2004, elle apparaît dans la série à petit budget Train 48, ainsi que dans le film Resident Evil: Apocalypse. Retournant au théâtre, elle joue dans Unidentified Human Remains and the True Nature of Love, écrit par Brad Fraser.

#### Réalisatrice de film d'animation
Par la suite, elle produit et dirige le film d'animation Choke, financé par bravoFACT et présenté au Festival du film de Sundance. Ce film fait partie des cinq courts métrages nommés pour un Prix Génie en 2011.

#### Réalisatrice de films documentaires
À partir des années 2010, elle se consacre au film documentaire. En 2013, elle réalise son premier grand film, Alias, qui suit de jeunes rappeurs tentant d'échapper à une vie de banditisme. Le film a reçu des critiques positives, a été nommé pour plusieurs prix ainsi qu'un Prix Écrans canadiens et a été présenté au Festival international canadien du documentaire Hot Docs.
Sa série documentaire Viceland intitulée Rise, qui porte sur les manifestations contre l'oléoduc du Dakota, a été présentée en première dans la section Special Events du Festival du film de Sundance 2017. La série a gagné un Prix Écrans canadiens à la sixième édition en 2018,. Lors de la remise du prix, Latimer a livré un discours décrit comme « un des plus passionnés de la soirée » au cours duquel elle a célébré la résistance autochtone à Standing Rock.

#### SérieTrickster
En 2020, elle est créatrice, scénariste et directrice de la série Trickster produite par CBC. Deux épisodes de la série sont présentés en avant-première au Festival international du film de Toronto ainsi qu'au Festival International Cinéfest de Sudbury.
Trickster est présenté sur CBC Television le 7 octobre 2020. Latimer a adapté le roman Son of a Trickster d'Eden Robinson publié en 2017,,. La série est centrée sur le personnage de Jared, un adolescent Haisla brièvement impliqué dans un trafic de drogue à Kitimat et qui devient de plus en plus conscient d'événements magiques qui semblent lui arriver. La série a été renouvelée pour une deuxième saison avant même la présentation de la première saison. La deuxième saison devrait se baser sur Trickster Drift, deuxième volume de la trilogie de Robinson. The CW Television Network a acquis les droits de diffusion aux États-Unis pour la série, dont la diffusion a débuté le 12 janvier 2021. Dans son numéro de décembre 2020 faisant le bilan de l'année écoulée, le magazine Playback nomme Trickster la série la mieux écrite de l'année.

#### Inconvenient Indian
Latimer présente aussi son film documentaire Inconvenient Indian (L’Indien malcommode) au Festival international du film de Toronto. Adapté du livre éponyme de Thomas King, le film présente une histoire des autochtones du Canada et démontre « à quel point l’image des Autochtones avait été façonnée par les colonisateurs du continent américain. » Le film mélange des scènes dans lesquelles King, filmé dans un taxi conduit par l'actrice Gail Maurice jouant le rôle d'un trickster, narre des scènes de son livre, en alternance avec des vidéoclips de représentation historique des peuples indigènes et des segments mettant en valeur des figures modernes, tels Kent Monkman, Christi Belcourt, A Tribe Called Red, Alethea Arnaquq-Baril et Nyla Innuksuk, qui transforment le récit traditionnel avec leurs créations très contemporaines en art, en musique, en littérature et en cinéma.
Au festival de Toronto en 2020, Inconvenient Indian a gagné le People's Choice Award for Documentaries et le prix de Meilleur film canadien.
En décdembre 2020, à la suite d'une controverse sur son identité (voir ci-dessous), le documentaire Inconvenient Indian est retiré du Festival du film de Sundance 2021 et de tous les autres festivals ainsi que de la distribution par l'ONF, jusqu'à décision contraire.
En mars 2022, l'ONF annonce que, à la suite de ces consultations, ce film sera de nouveau distribué et présenté sur le Réseau de télévision des peuples autochtones.

## Controverse sur son identité

### Des allégations lourdes de conséquences
Dans ses entrevues, Latimer a souvent déclaré avoir des ascendants Algonquin et Métis, en se basant sur des récits oraux transmis dans sa famille au Québec, ayant un père canadien-français et une mère de sang algonquin et métis.
En décembre 2020, son identité autochtone est remise en cause après qu'un communiqué de presse de l'ONF sur le film Inconvenient Indian précisant que la réalisatrice a des attaches avec la communauté de Kitigan Zibi au Québec ait été démenti par la communauté. En outre, le Métis National Council ne reconnaît aucune communauté métis au Québec. Selon des membres de la nation Kitigan Zibi Anishinabeg, les revendications d'un héritage Algonquin sont fréquentes en raison de la confusion historique avec Baskatong, un village catholique au nord de Kitigan Zibi qui a été inondé lors de la création du Réservoir Baskatong en 1927. La condamnation de ce qui semble un cas d'appropriation culturelle par les journalistes de la CBC entraine des condamnations en chaine dans divers médias.
Latimer répond qu'elle se base sur l'histoire orale de son grand-père maternel qui disait être autochtone et parfois se désignait comme Métis. Les données de recensement vérifiées par CBC News semblent indiquer que le grand-père de Latimer était Canadien-français. Dominique Ritchot, généalogiste et chercheur avec une expertise dans les familles canadiennes-françaises, affirme que la plupart des ancêtres de Latimer sont aisément identifiables comme Canadiens-français, Irlandais et Écossais, à l'exception de deux ancêtres autochtones datant de 1644,.
En décembre, Latimer s'excuse pour avoir prétendu avoir des racines dans la communauté de Kitigan Zibi avant d'avoir bien vérifié la chose et elle quitte la production de sa série téléviséeTrickster après que deux membres de l'équipe de production, Tony Elliott et Danis Goulet, eurent démissionné en donnant comme raison l'identité de Latimer. En janvier 2021, le réseau CBC annule le projet de deuxième saison de Trickster.
Aussi en 2021, le Bureau de l’écran autochtone déclare qu'il tentait de mettre en place un processus plus clair pour vérifier l'identité autochtone à la suite de cette controverse.

### Poursuite en diffamation
Dès janvier 2021, Latimer dépose une plainte pour diffamation contre la CBC et les journalistes Angela Sterritt, Gillian Deacon, Jorge Barrera et Ka’nhehsí:io Deer, en disant éprouver de sérieux doutes sur l'honnêteté et l'exactitude du reportage sur sa généalogie.
En mai 2021, dans une longue entrevue au The Globe and Mail, Latimer présente un rapport très détaillé réalisé par Sébastien Malette, professeur à l'université Carleton et expert en questions de droits Indigènes et histoire des Métis. Ce rapport confirme son ascendance indigène par deux lignées d'ancêtres tant du côté paternel que maternel. Latimer affirme dans cette entrevue qu'elle n'a jamais menti sur son identité ni cherché à induire quiconque en erreur : « Je raconte des histoires autochtones parce que cela correspond à la vérité de mon expérience et que c'est ce que j'aime faire. Me dépeindre comme quelqu'un qui cherche à tirer un profit personnel de cette identité est tellement injuste et mal intentionné ». La CBC rend compte de cette ascendance autochtone dans un article subséquent.